# 앨릭스 하이드화이트
앨릭스 하이드화이트(영어: Alex Hyde-White, 1959년 1월 30일 ~ )는 잉글랜드 태생의 미국의 배우이다. 로저 코먼의 1994년작 미공개 영화 《판타스틱 포》에서 미스터 판타스틱 역을 연기했다. 이외에 《인디아나 존스: 최후의 성전》(1989)에서 숀 코너리의 젊은역을 연기했다.

## 출연 작품
- 더 에셋 (2012)
- 덱스터 시즌6 (2011)
- 나이트 클럽 (2011)
- 틴틴 : 유니콘호의 비밀 (2011)
- 신의 영웅들 (2003)
- 캐치 미 이프 유 캔 (2002)
- 인트리피드 (2000)
- 마스 (1997)
- 스포일러 (1997)
- 체크메이트 (1996)
- 플레닛 가블린 (1995)
- 와이어트 어프 - 툼스톤으로 돌아오다 (1994)
- 이브의 반란 (1993)
- 철갑선 매르맥크호 (1991)
- 귀여운 여인 (1990)
- 킨지테 (1989)
- 시간의 추적자 (1989)
- 영원한 사랑 (1989)
- 인디아나 존스 - 최후의 성전 (1989)
- 비글스 (1986)
- 별들의 전쟁(영어판) (1979)
- 배틀스타 갤럭티카 - 78년 시리즈 (1978)
- 형사 Q (1976)
- 우리 생애 나날들 (1965)